# Ернст Баркман
Ернст Баркман (Киздорф, 25. август 1919 — Киздорф, 27. јун 2009) је био један од највећих тенковских асова у Вафен-СС-у. Носилац Витешког крста и командир тенка Пантер у 2. СС оклопној дивизији „Рајх“.

## Рани период
Ернст Баркман је рођен у Киздорфу 25. августа 1919. године. Син је локалног фармера. Током 1935. године завршава школу и почиње да се бави породичним послом, помажући оцу. Дана, 1. априла 1936. године приступа СС пуку „Германија“ као добровољац и након три месеца обуке премештен је у 3. батаљон пука у Радолфцелу.

## Други светски рат
Баркман узима учешће у Пољској кампањи, служивши у 9. чети СС пука „Германија“ као митраљезац. У тој кампањи је рањен и добија Златну значку за рањавање. На јесен 1941. године у време битке за Дњепропетровск (операција:Барбароса), поново је рањен, овај пут теже и награђен је Гвозденим крстом II степена. Крајем 1941. године Баркман је премештен у Холандију као инструктор европских СС добровољаца, но почетком 1942. године он је изразио жељу да се врати и да служи у оклопном пуку своје дивизије. Ернст Баркман је враћен на Источни фронт и током зиме 1942. године је прмештен у 2. чету 2. оклопног батаљона 2. СС оклопне дивизије „Рајх“. Јединица у којој се налазио Баркман је била наоружана тенковима Панцер III (топ 50mm), који су у сваком погледу заостајали за совјетским тенком Т-34. Почетком 1943. године 2. оклопни пук узима учешће у бици за Харков (види:Треће битка за Харков), зашта је Баркман награђен Гвозденим крстом I степена. Средином 1943. године он је премештен у 4. чету која је наоружана новим тенковима Панцер V Пантер.
Крајем 1943. године Баркман је унапређен у чин SS-Unterscharführer-а. Почетком 1944. године цела дивизија "Рајх“ је премештена у рејону Бордоа у јужној Француској ради одмора, попуне и поправке својих возила. Након дана Д - 6. јуна 1944. године, 2. СС оклопној дивизији „Рајх“ је наређено да крене на север и да ступи у борбу.

### Борбе у Нормандији 1944.
Средином 1944. године 2. СС оклопна дивизија „Рајх“ се приближила до града Сен Ло са циљем да заустави напредовање америчке 9. и 30. пешадијске дивизије, као и 3. оклопне дивизије. Дана, 8. јула 1944. године, чета Баркмана је оштрица напада пука против напредујуће америчке војске. Тог дана Ернст Баркман уништава свој први Шерман близу Сен Лоа. Дана, 12. јула уништава још два Шермана и оштећује још један. Након тога Баркман са својим камуфлираним Пантером заузима позицију и чека у заседи да наиђе још савезничких тенкова. Тада он уништава још три Шермана, међутим и његов тенк је погођен из противтенковског оружја. Решава да напусти горући Пантер и са посадом успева да угаси ватру. Након престанка битке, његов тенк је отпремљен на поправку. Већ 14. јула Баркман добија наређење да спаси 4 Пантера који су остали иза непријатељске линије. Он испуњава задатак, притом уништава још 3 Шермана. Следећег дана око поднева, командант 2. СС оклопног пука SS-Obersturmbannführer Кристијан Тихзен, наређује Баркману да спаси рањене немачке војнике од Американаца, и он поново успева да се докаже. Дана 26. јула у Баркмановом Пантеру се појављује технички проблем и он је послат на поправку у пољску радионицу. Док су механичари радили на тенку, радионица је нападнута од савезничких авиона и Баркманов тенк је добио лакши погодак у моторно одељење. У зору 27. јула Пантер му је поправљен, но остаје одвојен од остатка чете.
Приликом повратка у своју јединицу, 2. СС оклопни пук, који је се налазио у близини Ст. Лоа, у близни села Лореј, Баркман наилази на колону немачке пешадије у повлачењу, која му саопштава да се приближавају америчке јединице. Он решава да пошаље двоје људи који је требало да провере тачност информације. Ускоро са враћају и саопштавају да се истина приближава америчка колона, састављена од 15 Шермана и других превозних средстава. Баркман се приближио тенком до раскрснице и заузима повољну позицију, сакривен међу храстовима очекујићи непријатеља. Када се колона приближила он отвара ватру и уништава прво два тенка, а после камион који је превозио гориво за тенкове. Два Шермана која су поливена горивом су се запалила и пробају да се извуку из заседе, окрећући се за 180 степени, но уништени су одмах. Сви остали амерички тенкови из колоне се повлаче, притом тражећи појачање. Баркманов Пантер је оштећен, а неки од чланова посаде су лакше рањени. Искористивши моменат, два Шермана изненада нападају оштећени Пантер али бивају одмах уништени. Баркман и посада поправљају оштећење и уништавају још један Шерман приликом одступања. Возач сакрива тенк на сигурном месту у близини града Нефбура. За време тог подвига, који се често назива „Заседа Баркмана“, Ернст Беркман је уништио око девет Шермана и много других превозних средстава.
Дана, 28. јула Баркман стиже до Кутанса и ту се сједињује са остатком своје чете. За два дана он је уништио 15 тенкова типа Шерман. Американци опкољавају Гренвил 30. јула, но Баркман, теглећи још један Пантер успева да умакне. 1. августа, његов Пантер са црним бројем "424" на куполи, уништен је у борби, али су се Баркман и посада извукли из тенка у пламену. Посада је била принуђена да се пробије пешке до немачких линија и након четири дана пешачења придружила се остатку немачких снага. Баркман је стигао у Авранш 5. августа и ватрено је дочекан од својих другова, који су већ чули за његове подвиге. За смелост и умеће Ернст Баркман је награђен Вирешким крстом 5. септембра 1944. године. Крајем 1944. и у првим данима 1945. године он је командир 2. вода у 2. СС пуку.

### Арденска офанзива
SS-Oberscharführer Баркман продужава своју успешну каријеру и узима учешће у Арденској офанзиви током децембра 1944. године, но тад је рањен. За време операције "Стража на Рајни“, Пантер Баркмана улази у борбу са групом америчких тенкова из 2. оклопне дивизије. Битка започиње и пошто је Баркманов Пантер вишеструко надмоћан над америчким тенковима, он уништава неколико Шермана. Један од њих ипак погађа Пантера, но не причрњава му велику штету - оштећен је само мало мотор. Након неколико минута, Баркманов механичар успева да поправи мотор и Пантер почиње да се повлачи али са блокираном куполом. Иако је рањен, Баркман уништава још један Шерман (његов последњи уништен Шерман) и повлачи се на сигурно место.

### Одбрана Немачке
Током марта 1945. године Баркман се бори поново против совјетске армије у рејону Штулвајсенбурга, где уништава 4 совјетска Т-34, заокруживши број уништених непријатељских тенкова које је уништила 2. СС оклопна дивизија „Рајх“ на 3.000 комада. У то време дивизија је истрошена у непрекидним биткама и оскудева у новим тенковима. Баркманова јединица имала је свега 9 исправних тенкова, од којих су три веома брзо уништена од совјетских тенкова ЈС-2. Преосталих 6 Пантера је добило наређене да се придруже остацима оклопног пука из 1. СС оклопне дивизије „телесна гарда Адолфа Хитлера“, којим је командовао SS-Standartenführer Јоахим Пајпер. Од априла 1945. године Баркман учествује у борбама у Аустрији. Тамо је његов Пантер погођен грешком од немачких војника и чланови посаде су рањени. Нешто касније тенк је остављен у великом кратеру од авио-бомбе и ту је уништен да не падне у руке непријатељу. Ернст Баркман је достигао британску зону операција и ту је заробљен.

## Након рата
По завршетку Другог светског рата живео је у Киздорфу, Немачка, где је дуго време радио као ватрогасац са чином мајор. Такође после рата је променио име у Ернст Шмук Баркман.

## Одликовања
|  | Гвоздени крст II степена: 14. јул 1941. године            |
|  | Гвоздени крст I степена: 1. август 1944. године           |
|  | Витешки крст: 21. август 1944. године                     |
|  | Значка за рањавање: 1939. године (златни степен)          |
|  | Пешадијска јуришна значка (сребрни степен)                |
|  | Значка за учествовање у 25 и 50 успешних тенковских борби |